# European Trophy
Die European Trophy war ein europäisches Eishockey-Turnier für Klubmannschaften. Nach der Absage der Champions Hockey League 2009/10 wurde die auf Skandinavien beschränkte Nordic Trophy 2010 auf ganz Europa ausgeweitet, wodurch die European Trophy ins Leben gerufen wurde. Bei der ersten Austragung nahmen 18 Mannschaften aus sieben Nationen teil, im zweiten Jahr wurde der Wettbewerb auf 24 und im dritten und vierten Jahr auf 32 Mannschaften erweitert. Als Finalturnier des Wettbewerbs diente der Red Bulls Salute.
Die European Trophy war als von den beteiligten Clubs ausgetragener Wettbewerb kein offizieller Europapokal, nahm aber in der Zeit der Austragung die Stelle des sportlich höchsten Wettbewerb für europäische Eishockeyclubs ein. Zur Saison 2014/15 wurde die (neue) Champions Hockey League gegründet, wobei die Teilhaber der European Trophy erheblich an der Gründung beteiligt waren und die CHL wie ehemals die European Trophy größtenteils von den Clubs und den wichtigsten Ligen getragen wird.
Turnierdirektor der European Trophy war Bo Lennartsson.

## Teilnehmer
| Saison | Gesamt | Schweden | Finnland | Deutschland | Tschechien | Schweiz | Österreich | Norwegen | Slowakei |
| ------ | ------ | -------- | -------- | ----------- | ---------- | ------- | ---------- | -------- | -------- |
| 2010   | 18     | 6        | 5        | 2           | 1          | 2       | 1          | 1        | –        |
| 2011   | 24     | 6        | 6        | 2           | 7          | –       | 2          | –        | 1        |
| 2012   | 32     | 7        | 7        | 4           | 7          | 4       | 2          | –        | 1        |
| 2013   | 32     | 7        | 7        | 4           | 7          | 4       | 2          | –        | 1        |

| Land        | Liga        | Verein                         | 2010   | 2011    | 2012   | 2013          |
| ----------- | ----------- | ------------------------------ | ------ | ------- | ------ | ------------- |
| Deutschland | DEL         | Adler Mannheim                 | 7.     | 3.      | 3.     | 4.            |
| Deutschland | DEL         | Eisbären Berlin                | Sieger | 2.      | VF     | Finalturnier* |
| Deutschland | DEL         | Hamburg Freezers               | –      | –       | 3.     | 6.            |
| Deutschland | DEL         | ERC Ingolstadt                 | –      | –       | 4.     | 6.            |
| Osterreich  | EBEL        | EC Red Bull Salzburg           | VF*    | Sieger* | 6.     | 2.            |
| Osterreich  | EBEL        | UPC Vienna Capitals            | –      | 6.      | HF*    | 6.            |
| Schweiz     | NLA         | HC Fribourg-Gottéron           | –      | –       | 7.     | 6.            |
| Schweiz     | NLA         | SC Bern                        | HF     | –       | 5.     | 8.            |
| Schweiz     | NLA         | EV Zug                         | –      | –       | 2.     | 7.            |
| Schweiz     | NLA         | ZSC Lions Zürich               | 7.     | –       | 7.     | 5.            |
| Schweden    | Elitserien  | Luleå HF                       | –      | HF      | Sieger | Finalturnier  |
| Schweden    | Elitserien  | Brynäs IF Gävle                | –      | –       | VF     | 3.            |
| Schweden    | Elitserien  | HV 71 Jönköping                | Finale | 4.      | VF     | 5.            |
| Schweden    | Elitserien  | Linköpings HC                  | 8.     | HF      | 4.     | 3.            |
| Schweden    | Elitserien  | Frölunda HC Göteborg           | 5.     | VF      | 5.     | Finalturnier  |
| Schweden    | Elitserien  | Färjestad BK Karlstad          | HF     | 5.      | Finale | Finale        |
| Schweden    | Allsvenskan | Djurgårdens IF Stockholm       | 5.     | 3.      | 8.     | Finalturnier  |
| Schweden    | Allsvenskan | Malmö Redhawks                 | 9.     | –       | –      | –             |
| Finnland    | SM-liiga    | Kärpät Oulu                    | VF     | 5.      | 7.     | 5.            |
| Finnland    | SM-liiga    | Tappara Tampere                | 8.     | 6.      | HF     | 4.            |
| Finnland    | SM-liiga    | TPS Turku                      | VF     | 4.      | 4.     | 2.            |
| Finnland    | SM-liiga    | JYP Jyväskylä                  | –      | –       | 7.     | Sieger        |
| Finnland    | SM-liiga    | KalPa Kuopio                   | –      | 4.      | 8.     | 7.            |
| Finnland    | SM-liiga    | HIFK Helsinki                  | 6.     | 4.      | 6.     | 8.            |
| Finnland    | SM-liiga    | Jokerit Helsinki               | VF     | Finale  | 3.     | 3.            |
| Norwegen    | GET-ligaen  | Vålerenga IF Oslo              | 9.     | –       | –      | –             |
| Tschechien  | Extraliga   | HC Mountfield České Budějovice | –      | VF      | 5.     | 8.            |
| Tschechien  | Extraliga   | HC Kometa Brno                 | –      | 6.      | 4.     | 4.            |
| Tschechien  | Extraliga   | HC Plzeň 1929                  | –      | VF      | 8.     | 3.            |
| Tschechien  | Extraliga   | HC Bílí Tygři Liberec          | –      | 5.      | 3.     | 7.            |
| Tschechien  | Extraliga   | HC ČSOB Pojišťovna Pardubice   | –      | VF      | 6.     | 5.            |
| Tschechien  | Extraliga   | HC Sparta Prag                 | 4.     | 5.      | 5.     | 4.            |
| Tschechien  | Extraliga   | HC Slavia Prag                 | –      | 6.      | –      | –             |
| Tschechien  | Extraliga   | Piráti Chomutov                | –      | –       | 2.     | 8.            |
| Slowakei    | KHL+        | HC Slovan Bratislava           | –      | 3.      | VF*    | 2.            |

Fußnoten:
- Zahlen: Platzierung in der Vorrunde in der jeweiligen Division, sonst: Platzierung in der Finalrunde, VF: Viertelfinale, HF: Halbfinale
- * Als Ausrichter automatisch für das Finalturnier qualifiziert
- + 2011 Extraliga

## Modus

### Austragung 2010
Die 18 Mannschaften waren in zwei Gruppen zu je neun Teams aufgeteilt. Jede Mannschaft spielte einmal gegen jede andere Mannschaft in der Gruppe, kam also insgesamt auf acht Spiele, die Hälfte davon zu Hause. Einige Vereine spielten dabei nicht in ihren regulären Heimhallen, sondern in kleineren Hallen. Die ersten vier Mannschaften jeder Gruppe qualifizierten sich für das Finalturnier Red Bulls Salute in Salzburg und in Zell am See, für welches der Veranstalter EC Red Bull Salzburg gesetzt war. Das Finalturnier wurde im K.-o.-Modus ausgespielt.

### Austragung 2011
Die 24 Mannschaften wurden in vier Gruppen zu je sechs Teams aufgeteilt. Jede Mannschaft spielte einmal gegen jede andere Mannschaft in der Gruppe, dazu kamen drei Spiele gegen Mannschaften aus anderen Gruppen. Jede Mannschaft kam damit auf acht Spiele, die Hälfte davon zu Hause. Neben dem Gastgeber Red Bulls Salzburg qualifizierten sich die vier Gruppensieger sowie die drei punktbesten Zweiten für das Finalturnier Red Bulls Salute in Wien und Salzburg. Das Finalturnier wurde im K.-o.-Modus ausgespielt.

### Austragung 2012
Die 32 Mannschaften wurden in vier Gruppen zu je acht Teams aufgeteilt. Jedes Team spielte dabei zweimal gegen einen Lokalrivalen in seiner Gruppe (Hin- und Rückspiel) sowie je einmal gegen die anderen sechs Teams seiner Gruppe (je drei Heim- und Auswärtsspiele). So wurden wieder acht Spiele je Team erreicht. Erstmals fand das Finalturnier nicht in Salzburg, sondern in Wien und der slowakischen Hauptstadt Bratislava statt. Neben den beiden Gastgebern Wien und Bratislava qualifizierten sich die vier Gruppenersten und die besten Gruppenzweiten für das Finalturnier. Das Finalturnier wurde im K.-o.-Modus ausgespielt.

### Austragung 2013
Im Jahr 2013 spielten dieselben Mannschaften in der gleichen Gruppeneinteilung wie im Jahr zuvor. Dabei wurden nur die Heimrechte der Mannschaften getauscht. Das Finalturnier fand in Berlin statt. Für das Finalturnier qualifizierten sich erstmals nur sechs Mannschaften, neben dem Gastgeber Eisbären Berlin die Sieger der vier Vorrundengruppen und der beste Zweite.

## Siegerliste
| Jahr | Teilnehmer | Finale               | Finale | Finale           | Spiel um Platz 3    | Spiel um Platz 3  | Spiel um Platz 3  |
| Jahr | Teilnehmer | Sieger               | Erg.   | Finalist         | 3. Platz            | Erg.              | 4. Platz          |
| ---- | ---------- | -------------------- | ------ | ---------------- | ------------------- | ----------------- | ----------------- |
| 2010 | 18         | Eisbären Berlin      | 5:3    | HV71 Jönköping   | SC Bern             | 3:1               | Färjestad BK      |
| 2011 | 24         | EC Red Bull Salzburg | 3:2    | Jokerit Helsinki | Luleå HF            | 3:2 n. V.         | Linköpings HC     |
|      |            | Sieger               | Erg.   | Finalist         | Halbfinalisten      | Halbfinalisten    | Halbfinalisten    |
| 2012 | 32         | Luleå HF             | 2:0    | Färjestad BK     | UPC Vienna Capitals | ?                 | Tappara Tampere   |
| 2013 | 32         | JYP Jyväskylä        | 2:1    | Färjestad BK     | nicht ausgetragen   | nicht ausgetragen | nicht ausgetragen |